# Sternotomis ducalis
Sternotomis ducalis là một loài bọ cánh cứng trong họ Cerambycidae.